# Дмитриевка (Абайская область)
Дмитриевка (каз. Дмитриевка) — село в Бородулихинском районе Абайской области Республики Казахстан. Административный центр Дмитриевского сельского округа. Находится примерно в 9 км к северо-западу от районного центра, села Бородулиха. Код КАТО — 633843100.

## Население
В 1999 году население села составляло 1330 человек (636 мужчин и 694 женщины). По данным переписи 2009 года, в селе проживало 1188 человек (576 мужчин и 612 женщин).